# Carlos Mendes (cantante)
Carlos Eduardo Teixeira Mendes (Lisbona, 23 maggio 1947) è un cantante e attore portoghese.
Ha rappresentato in due occasioni il Portogallo all'Eurovision Song Contest, partecipando all'Eurovision Song Contest 1968 con il brano Verão e all'Eurovision Song Contest 1972 con il brano A festa da vida.

## Discografia parziale
- Amor Combate (1976)
- Canções de Ex-Cravo e Malviver (1977)
- Jardim Jaleco (1978)
- Antologia (1979)
- Triângulo do Mar (1980)
- Chão do Vento (1984)
- Boa Nova (1992)
- Não Me Peças Mais Canções (1994)
- Vagabundo do Mar (1997)
- Coração de Cantor (1999)

## Filmografia parziale
Serie TV
- Lusitana Paixão  (2003-2004)
- Morangos com Açúcar (2004-2005)
- Os Nossos Dias (2014)